# Scopula minorata
Espèce
Synonymes
- Geometra minorata Boisduval, 1833
- Scopula conscutanea (Walker, 1863)
- Acidalia consentanea Walker, 1861
- Acidalia holobapharia Mabille, 1900
- Acidalia luculata Guenée, 1858
- Acidalia mauritiata Guenée, 1858
- Emmiltis (Craspedia) mombasae Warren, 1904
- Scopula inustaria (Herrich-Schaffer, 1847)
- Scopula colonaria (Herrich-Schaffer, 1852)
- Scopula accessaria (Herrich-Schaffer, 1852)
- Idaea medioumbraria (Turati, 1930)
- Scopula ochroleucata Herrich-Schaffer, 1844
- Acidalia ochroleucaria Herrich-Schaffer, 1844
- Scopula inustata Herrich-Schäffer, 1844

Scopula minorata, l’Acidalie minime, est une espèce de lépidoptères (papillons) et de la famille des Geometridae.
On le trouve en Afrique au sud du Sahara, sur la péninsule arabique, sur les îles de l'océan Indien et en Europe du Sud.
Son envergure est d'environ 15 à 20 mm. Visuellement il est identique à Scopula lactaria et on ne peut différencier les deux espèces que par leurs organes génitaux.